# ごぼうの党
ごぼうの党（ごぼうのとう、略称:ごぼう）は、日本の政治団体。ごぼうの漢字表記は護防。

## 党史・選挙
ごぼうの党は党首アバターnayuta（ナユタ）が2022年6月に立ち上げた。nayutaは脳に難病がある実在する男性がモデルで、応援の意味を込めて起用した。
2022年7月に実施された第26回参議院議員通常選挙にて、比例区に11人（うち特定枠8人）の候補者を擁立したが、全員が落選した。議席獲得とはならなかったが、19万3724票は政党要件を満たしていない確認団体の初陣として過去最多の得票数だった。
公示当日まで立候補者の情報が全くなく、InstagramとTwitterで同党は「ごぼうチャレンジ」を展開。面白動画や写真やメッセージを投稿して2人以上の友達にバトンを渡して下さいとし、多くの著名人が参加した。 
元雨上がり決死隊の宮迫博之、GACKT、俳優の山田孝之、三浦翔平、ONE OK ROCKのTaka、YouTuberのヒカルらは、「ごぼうチャレンジ」のハッシュタグをSNS上で用いたため、同党の支持者であると報道された。また、ロンドンブーツ1号2号の田村淳、元NEWSの山下智久は「ごぼうチャレンジ」と明記していないものの、上記のメンバーと全く同じタイミングでSNS上の動画や写真内でごぼうをピックアップしたため、一部のネット記事では同党の支持者であると報じられた。 
街頭演説では「ごぼうの党」と書かれたトラック4～5台を並べ、代表の奥野卓志が、天狗のお面、白髪のかつらに法被姿で、人気漫画『鬼滅の刃』の登場人物・鱗滝左近次を想起させる格好で登場し、若者の政治参画を促すために立候補したとし「この選挙を祭りとして楽しめるような運動をしていく」と抱負を述べた。街頭演説ゲストとして元K-1戦士のボブ・サップ、ピーター・アーツ、実業家の春木開、格闘家の久保優太、歌手のサラ、仮面女子が登壇し、80人前後の「ごぼうダンサーズ」がダンスパフォーマンスをした。聴衆に演説の風景の写真を撮ってもらい、SNSで拡散してもらおうという戦略を展開した。
2022年7月10日のNHK政治マガジンに『参議院選挙初挑戦「ごぼうの党」が目指したものとは』のタイトルで特集が組まれ奥野のインタビューも掲載された。
2023年4月に実施された第20回統一地方選挙では候補者を擁立しなかったが、同月23日執行の大阪府寝屋川市議会議員選挙（定数24）において立憲民主党所属の宇都宮優子を推薦した。宇都宮はごぼうや立憲に加えれいわ新選組代表の山本太郎の推薦を得ていたが、開票の結果、候補者30人中26位で落選した。
2024年8月13日、Xのごぼうの党アカウントでこれが最後の投稿になるとポストし、2日後にこれまでの投稿を全削除するとした。後日復帰し投稿を始めた。

## 政策
政策の柱は若者のための政治で、高齢者のために負担を増やすのではなく、奨学金制度の充実や、文化芸能への支援を行い、若者が幸せになる社会を目指すとしている。

### 主な政策
参照:
80年続く日本の弱体化政策を終わらせ、日本を日本人の手に取り戻すことを公約として掲げている。
- ネット選挙の実現
- 出産手当500万円支給
- 給食費を無償化
- 奨学金の金利を無償にする
- 20代の健康保険料の見直し
- 若者世代の税政見直し
- 暗号資産の税率見直し
- 大学生のスマホ無償化
- LGBTQを具体的に支援

## キャッチコピー
真実（Truth）
堂々と本音で議論出来る社会を目指します
愛（Love）
与え合って許し合って協力しあえる社会を目指します
笑顔（Smile）
何よりも笑顔が一番です

## 選挙

### 第26回参議院議員通常選挙（2022年）
以下は候補者。NHK開票速報の結果を参照。
| 氏名       | 選挙区              | 年齢 | 肩書           |
| ---------- | ------------------- | ---- | -------------- |
| 奥野卓志   | 比例区（特定枠1位） | 48   | 会社経営       |
| 川村拓司   | 比例区（特定枠2位） | 43   | コンサルタント |
| 今吉由泰   | 比例区（特定枠3位） | 42   | 会社経営       |
| 今西孝太   | 比例区（特定枠4位） | 41   | 会社経営       |
| 崎村峰徳   | 比例区（特定枠5位） | 44   | 会社経営       |
| 首藤昌弘   | 比例区（特定枠6位） | 51   | 会社経営       |
| 高崎圭悟   | 比例区（特定枠7位） | 37   | 会社経営       |
| 斎藤和干   | 比例区（特定枠8位） | 89   | 会社経営       |
| 鴨田幸司   | 比例区              | 58   | 社会保険労務士 |
| 立花恵理子 | 比例区              | 48   | 会社経営       |
| 佐藤玲乃   | 比例区              | 35   | 会社員         |

## 党勢

### 参議院
| 選挙           | 当選/候補者 | 非改選 | 定数 | 得票数（得票率） | 得票数（得票率） | 備考 |
| 選挙           | 当選/候補者 | 非改選 | 定数 | 選挙区           | 比例代表         | 備考 |
| -------------- | ----------- | ------ | ---- | ---------------- | ---------------- | ---- |
| 第26回通常選挙 | 0/11        | 0      | 248  | -                | 193,724（0.37%） |      |

## 顧問
- 上田博和（公式政治アドバイザー・日本政策学校理事長）
- 大倉正之助（公式文化アドバイザー・重要無形文化財総合指定保持者）
- 牧野昭二（公式食アドバイザー・元ホテルオークラ料理長・首相官邸料理人）
- 朝倉未来（公式スポーツアドバイザー・総合格闘家・YouTuber）[23]

## 騒動

### 選挙カー使用楽曲盗作疑惑
2022年6月28日、選挙カーで、ロート製薬が過去に提供した番組オープニングメロディに似たものが使用されているとして、同社が公式ホームページ上で「一部選挙活動の中で、弊社が過去に提供した番組オープニングメロディーに似たものを使用されていますが、ロート製薬株式会社は、これらについて一切の関与をしておりません。」と声明を発表した。

### 超RIZIN花束投げ捨て騒動
2022年9月25日、さいたまスーパーアリーナで開催された格闘技イベント・超RIZINのメインイベント（第4試合）として行われたフロイド・メイウェザー・ジュニア vs 朝倉未来戦において、試合開始直前の花束贈呈の際、袴姿でリングに上がったごぼうの党代表・奥野卓志が、メイウェザーへ渡すはずだった花束をリング内マットに投げ捨てた。その後、ネット上などでは奥野への批判が殺到した。RIZINCEOの榊原信行は、この件に関して「情けない恥ずかしいことをした人間がいます。リングの中は本当に神聖な場所。リングに上げたことをお詫びしたいと思います。この場を借りて謝罪します」「ファンの皆さん、世界中で見ているので日本人の恥をさらすことになった。今後こういうことがないようにします。許してください。すみません」と超RIZINの直後に開催されたRIZIN.38の第4試合終了後にリング上で謝罪のコメントを行った。この騒動について「炎上商法」「売名テロ」と奥野に批判が集まった。花束贈呈の権利は、RIZIN側がNFTを活用したオークションで4枚分用意したオンラインの観戦チケットに最高額をつけた落札者へ贈られる副賞であり、奥野はこの権利を420万円で落札して獲得していた。
2022年9月26日、奥野は東京スポーツの取材に対し、今回の行動について、2018年12月31日に開催されたRIZIN.14における那須川天心とメイウェザーの試合の際のメイウェザー側の非礼等を理由に挙げ、「選手はかわいそうで、メイウェザーに対し、誰も文句を言えない以上、やり返すじゃないが、非礼には非礼、無礼には無礼でやっただけ」などと言及している。
2022年9月29日、奥野は、YouTuber・ヒカルのYouTubeチャンネルにゲスト出演し、自身の行動について「私がやった行為があの場に適切ではなかったと理解しておりますので、この場で謝罪をさせていただきたいと思います。申し訳ございませんでした」と謝罪した。また、「炎上商法って言われますけど、炎上して商売することだと思うんです。僕やっていることって逆なんで。総スカンになるようなことなので、もちろんそういうつもりではなく、私が、思いがあって、あえてやろうと思ってやったこと」とも明かした。
翌9月30日にはRIZIN LANDMARK 4の追加カード発表記者会見の後に榊原CEOによる謝罪会見が行われ、マスコミの前で土下座した。その後ごぼうの党の公式YouTubeチャンネルでも奥野による約50分の謝罪動画が公開され、10月5日には北米で中継を観戦していたファンに向けて英語字幕を付加させたものも公開された。